# San Francisco según la visión del papa Nicolás V

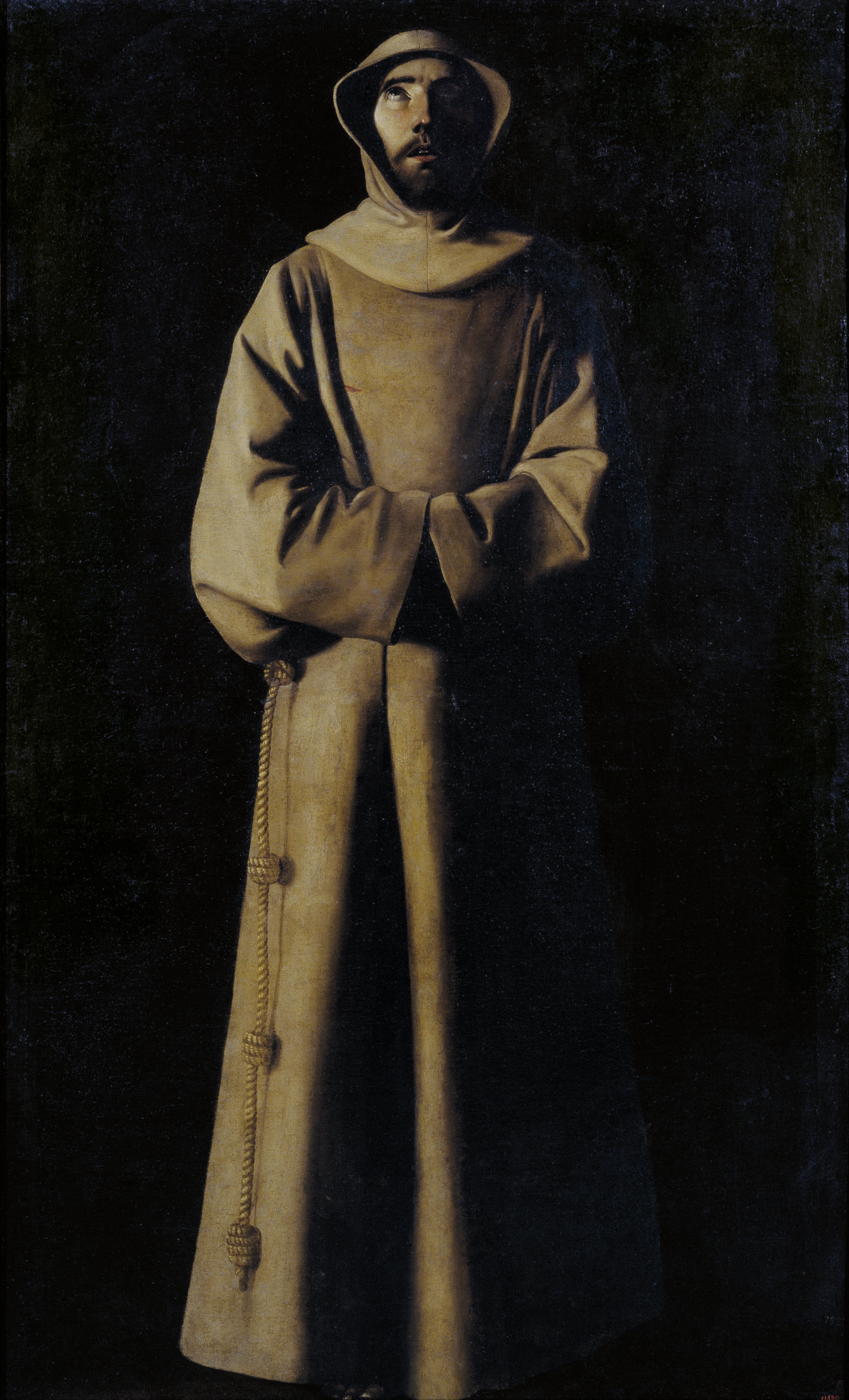
Versión del Museo Nacional de Arte de Cataluña de Barcelona

San Francisco según la visión del papa Nicolás V es el tema de dos lienzos realizados por Francisco de Zurbarán, catalogados respectivamente con las referencias 98 y 99 en el primer volumen del catálogo razonado de las obras de este pintor, realizado por Odile Delenda. En el segundo volumen del catálogo —obras de taller o de dudosa autoría— figura una excelente copia, con la referencia II-169.

## Introducción
Según las Crónicas de la orden de frailes menores (1557-1568) escritas por fray Marcos de Lisboa, el papa Nicolás V descendió en 1449 al lugar de la basílica de San Francisco de Asís donde se hallaban los restos de san Francisco, para venerar sus estigmas. Allí tuvo una visión del cuerpo incorrupto del santo, que fray Marcos describió detalladamente. Este relato fue recogido poco más tarde en castellano en el Flos sanctorum de Pedro de Ribadeneira:
Estava en pie derecho... tenía los ojos abiertos, como de persona viva y alzados al cielo moderadamente. Estava todo el cuerpo sin corrupción alguna... tenía las manos cubiertas con las mangas del hábito delante de los pechos...
 Zurbarán plasma fielmente esta supuesta visión del cuerpo del santo, muerto en 1226, sin añadir ningún detalle anecdótico, logrando una de las imágenes más asombrosas de su corpus artístico.

## Versión de Barcelona

### Análisis de la obra

#### Datos técnicos y registrales
- Barcelona, Museo Nacional de Arte de Cataluña (N.º de catálogo 011528-000);[2]
- Pintura al óleo sobre lienzo;
- Medidas: 177 x 108 cm (180,5 x 110,5 según el MNAC);
- Fecha de realización: ca. 1640;
- Consta con la referencia 98 en el catálogo de O. Delenda, y con el número 370-bis por Tiziana Frati.[3]

#### Descripción de la obra
San Francisco no viste el hábito capuchino sino el de los hermanos menores observantes, con una amplia túnica de color castaño claro tirando a grisáceo, sujetada por un cordón franciscano de color natural con cuatro nudos, y una capucha con una esclavina redondeada. En este lienzo, el santo aparece más cercano al espectador que en otras versiones posteriores. En el fondo muy oscuro no se distingue la hornacina donde se debía encontrar el cuerpo, y el pie derecho apenas aparece debajo del sayal. La figura está fuertemente iluminada por la izquierda, dejando la otra mitad en la sombra, recortando geométricamente los pliegues como en una estatua. La expresión del rostro, con los ojos alzados al cielo, remite a la descripción de fray Marcos.

#### Procedencia
1. Colección Fernández Pintado;
2. Comprado por el museo en 1905.[5]

## Versión de Lyon

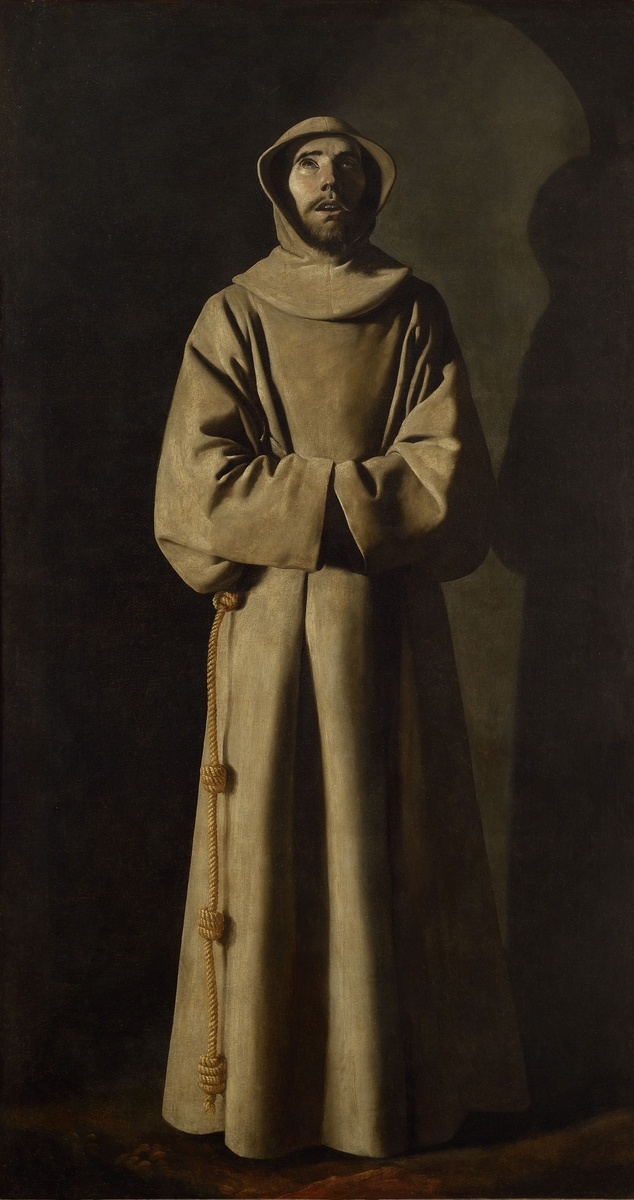
Versión del Museo de Bellas Artes de Lyon

### Análisis de la obra

#### Datos técnicos y registrales
- Museo de Bellas Artes de Lyon (N.º de catálogo A-115);[6]
- Pintura al óleo sobre lienzo;
- Reentelado y restaurado en 1936; limpiado en 1992;
- Medidas: 209 x 110 cm;
- Fecha de realización: ca. 1640-1650 (1650-1660 según el museo);
- Consta con la referencia 99 en el catálogo de O. Delenda, y con el número 369 en el de Tiziana Frati.[7]

#### Descripción de la obra
Esta versión —posterior a la de Barcelona— es seguramente la primera obra de Zurbarán existente en Francia, antes de que se produjera el expolio napoleónico en España. Se considera la más hermosa y acabada versión de este tema, pero, debido a su ascético naturalismo, parece que intimidaba a las monjas, quienes lo guardaban en el desván del convento. La figura aparece algo más alejada del espectador y se considera la más hermosa y acabada versión de este tema. El fondo no es tan oscuro como en la anterior variante, de forma que se adivina la hornacina que alberga al santo. Sin que se vean las antorchas que iluminan la cripta, estas causan la sombra de la figura sobre la parte derecha del lienzo.

#### Procedencia
1. Lyon, convento Sainte Elisabeth, llamado de las “Colinettes”, antes de 1789;
2. Comprado por J. A. Morand, ca. 1791;
3. Comprado por el pintor Jean-Jacques de Boissieu, ca. 1794;
4. Comprado por la ciudad de Lyon en 1806 (en 1807 según el museo) como obra de Ribera (1.200 FF).[10]

## Versión de Boston

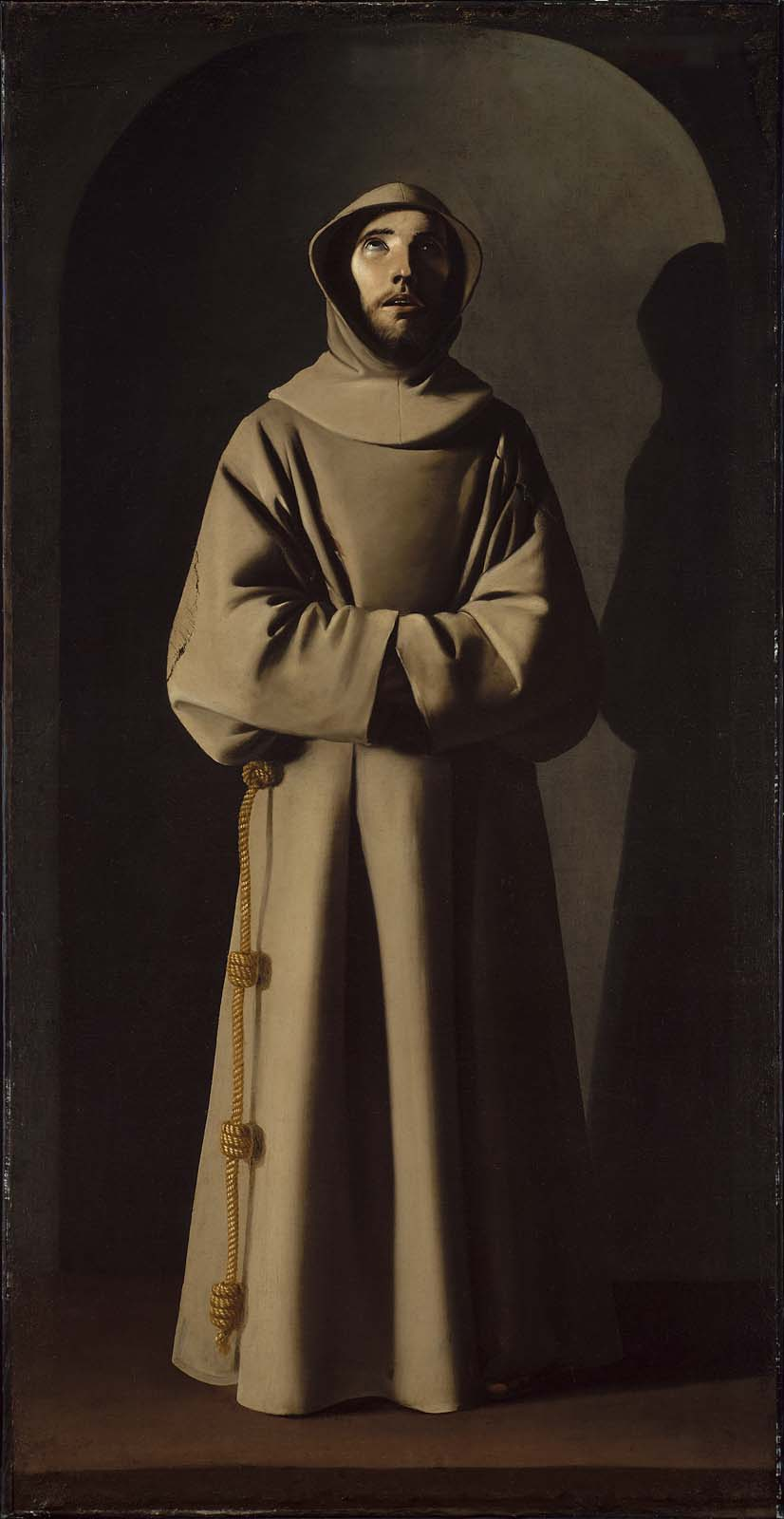
Versión del Museo de Bellas Artes de Boston

### Análisis de la obra

#### Datos técnicos y registrales
- Museo de Bellas Artes, Boston (N.º de catálogo 38.1617);[11]
- Pintura al óleo sobre lienzo;
- Medidas: 207 x 106,7 cm;
- Fecha de realización: ca. 1640-1645;
- Consta con la referencia II-169 en el catálogo de O. Delenda, y con el número 370 en el de Tiziana Frati.[12]

#### Descripción de la obra
En esta versión se ve claramente la hornacina que cobijaba el cuerpo del santo. Como en los dos anteriores lienzos, Zurbarán sitúa al espectador en el lugar que debió de ocupar Nicolás V, frente a la figura. De esta forma, lo representado no es el papa ante una visión, sino el objeto de esta, a saber, el cuerpo incorrupto de san Francisco.

#### Procedencia
1. Adquirido en 1823 en Madrid por William à Court (1779-1860);
2. I Barón Heytesbury, Heytesbury House, Wiltshire;
3. Por descendencia, a Margaret Anna (d. 1920), Lady Heytesbury, 27 de abril de 1926;
4. Venta de propiedades de Lady Heytesbury, Hampton and Sons, Heytesbury, lote 1358;
5. Vendido en 1931 por 21 libras a Tomás Harris, Ltd., Londres;
6. Hacia 1935, Julius Böhler, Böhler and Steinmeyer, Lucerna;
7. Vendido en 1938 por Böhler & Steinmeyer al Museo de Boston por 3502,50 dólares (fecha de asignación: 10 de noviembre de 1938).[14]